# Gramophone Company
Pour les articles homonymes, voir Gramophone (homonymie).
Fondée en 1897, la Gramophone Company, basée au Royaume-Uni, fut un des premiers labels discographiques, parent du label La Voix de son maître. Bien que la Gramophone Company ait été fusionnée avec la Columbia Graphophone Company anglaise en 1931 pour former Electric and Musical Industries Limited (plus connue sous son sigle EMI), la marque Gramophone continua à exister sur le marché britannique jusque dans les années 1970, comme sur les pochettes de The Dark Side of the Moon des Pink Floyd.